# Bonndorf im Schwarzwald
Bonndorf là một thị xã thuộc huyện Waldshut trong bang Baden-Württemberg, nước Đức. Đô thị này nằm ở nam rừng Đen, 14 km về phía đông nam Titisee-Neustadt. Đô thị này gồm các làng Boll, Brunnadern, Dillendorf, Ebnet, Gündelwangen, Holzschlag, Wellendingen và Wittlekofen.